# Aziz Ab'Sáber
Aziz Nacib Ab'Sáber (né le 24 octobre 1924 à São Luiz do Paraitinga, État de São Paulo, Brésil et mort le 16 mars 2012 à Cotia, État de São Paulo) est un géographe et géologue brésilien. 
Il a été récompensé notamment pour ses études dans les domaines de la géographie, de la géologie, de l'écologie et de l'archéologie. 

## Biographie
Aziz Ab'Sáber est titulaire d'une licence en géographie et histoire de l'université de São Paulo (1944). 
Ancien président, puis président honoraire de la Sociedade Brasileira para o Progresso da Ciência (« Société brésilienne pour le progrès de la science »), professeur émérite de l'université de São Paulo et grand-croix de l'ordre national du Mérite scientifique du Brésil,.